# Singha Sartha Aju

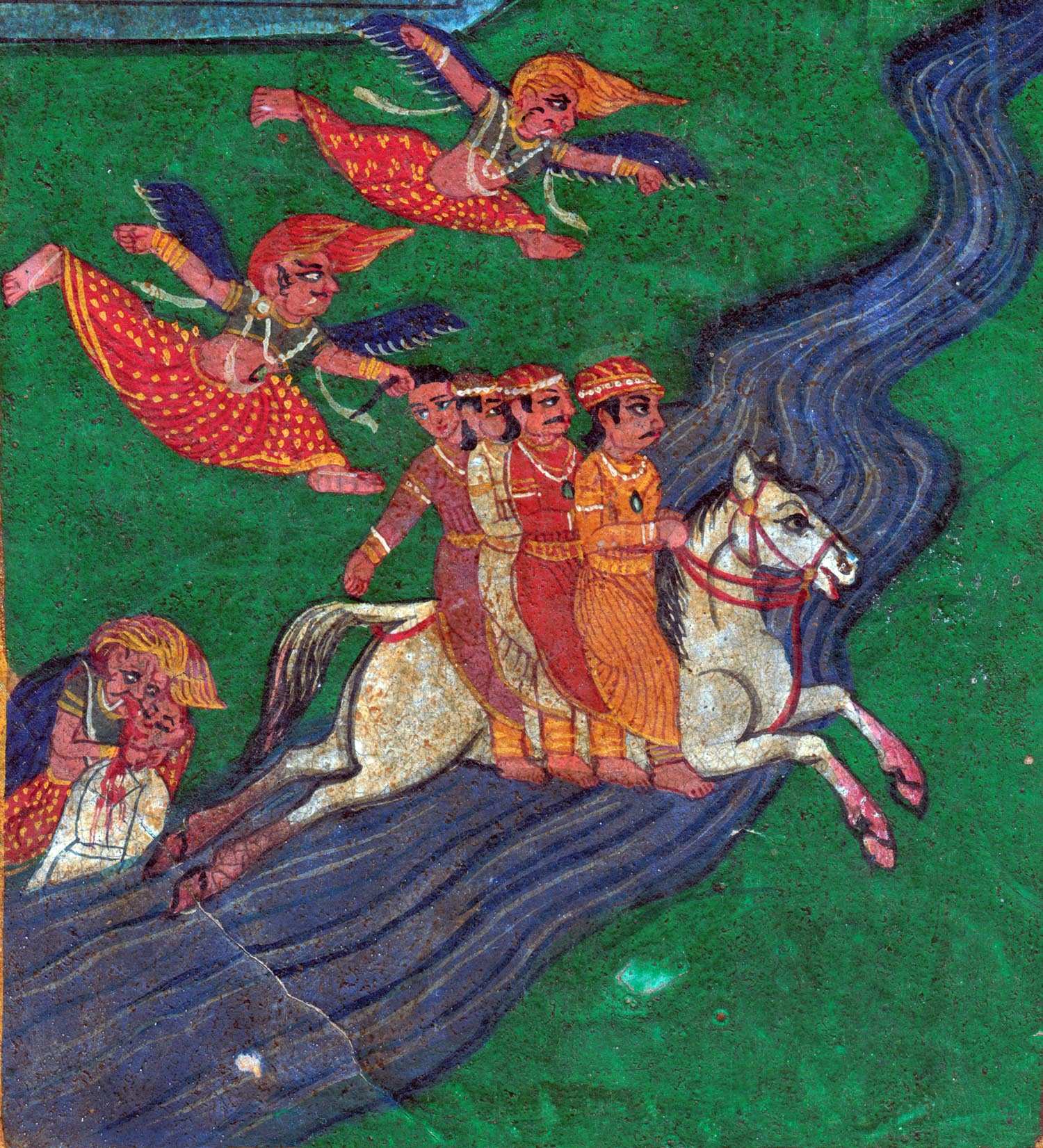
Pintura de un manuscrito ilustrado nepalés, que muestra a Singha Sartha y otros comerciantes que huyen a caballo de unos demonios.

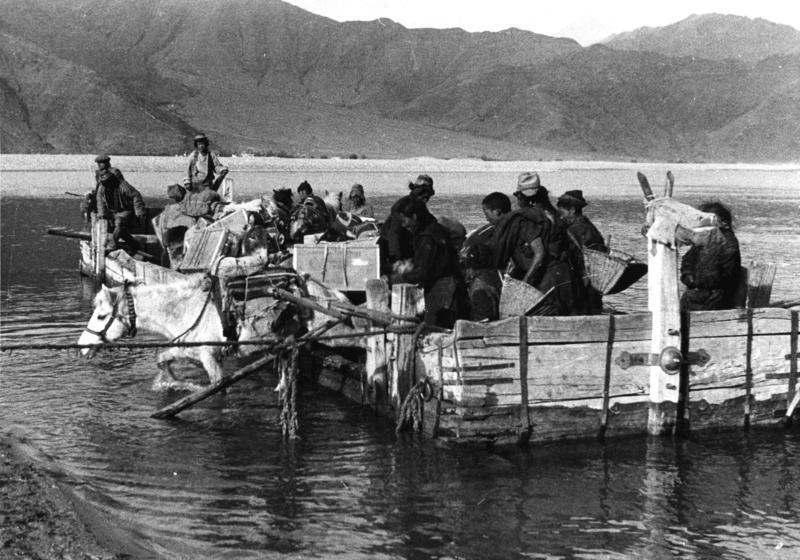
Balsa en el río Yarlung Tsangpo, cuya proa está tallada la cabeza de un caballo (derecha), foto de 1938.

Singha Sārtha Aju (en devanagari: सिंह सार्थ आजु) (nombres alternativos: Singha Sartha Bahu, Singha Sartha Baha, Simhasartha Bahu) es un legendario mercader del folclore nepalés.  Según la tradición,  es el primer comerciante newa de Katmandú en viajar hacia el Tíbet, y su historia es una de las más populares de la sociedad newa. También se le considera la encarnación anterior de Buda.

## La leyenda
Singha Sartha conducía una caravana mercante hacia el Tíbet. Llegaron en un lugar donde había muchas mujeres hermosas, y los comerciantes cayeron bajo su período. Cada uno de ellos consiguió una amante y psaron los días en fiestas, olvidando que estaban en un viaje de negocios. Una noche, Karunamaya, el Bodhisattva de la Compasión, se apareció ante Singha Sartha en la llama de una lámpara de aceite, y le advirtió que aquellas bellas mujeres eran en realidad demonios que están esperando la oportunidad para devorarlo a él y a sus colegas. Le dijo a Singha Sartha que revisara los pies de su amante si no estaba convencido, y que se daría cuenta de que el talón apuntaba hacia adelante y los dedos de los pies hacia atrás.
Acto seguido, Karunamaya le dice que lo ayudaría a él y a sus amigos a escapar. Le ordenó que se levantaran antes que las mujeres y que rápidamente fuesen hacia la orilla del río, en donde se encontrarían con un caballo alado. Estos debían subirse al jinete y volar a través del río, hacia una zona segura. También les advirtió de que no mirasen hacia atrás lo que iba a ocurrir, de lo contrario, los demonios los botarían del caballo y los asesinarían. 
Singha Sartha hizo correr la voz hacia el resto de sus compañeros, y todos aceptaron en que tenían que huir. Al día siguiente, antes del amanecer, salieron de sus habitaciones, y llegaron a la orilla del río. Había un caballo alado como se había prometido, y todos se montaron en él. El Bodhisattva había tomado la forma del caballo para ayudar a los mercaderes a escapar. Cuando el caballo se fue hacia la otra orilla, las mujeres corrieron tras ellos, y suplicaban de que no las abandonaran. Sus tristes llantos hizo que los hombres miraran hacia atrás, lo que provocó que se cayeran del caballo y murieran. Singha Sartha fue el único que evitó hacer semejante acto, y regresó a Nepal de forma segura.

## Legado
Las balsas del río Yarlung Tsangpo en el Tíbet, está decorados con una cabeza de caballo, que simboliza al caballo Shyam Karna que condujo a Singha Sartha hacia la libertad. Una vez, existió un estupa dedicado a Singha Sartha en el Barkhor de Lhasa. La feria tradicional realizada en Jampaling, Tíbet está asociado con Singha Sartha, quién es conocido como Norbu Sangya en tibetano. Hubo un santuario dedicado a él, cerca de la gran estupa de Jampaling, el cual fue destruido durante la Revolución Cultural.
En Katmandú, Singha Sartha ha sido divinizado como Chakan Dyah (चकं द्य:), una encarnación del Buda, y su estatua es trasladada a través de la ciudad, en una procesión en el día de luna llena de marzo. Singha Sartha es considerado como el fundador del patio budista, llamado Thambahil (nombres alternativos Vikramshila Mahavihar, Bhagwan Bahal), ubicado en Thamel, Katmandú.